# NGC 2867
NGC 2867 (även känd som Caldwell 90) är en planetarisk nebulosa av elliptisk  Typ II belägen i stjärnbilden Kölen drygt en grad NNV om stjärnan Jota Carinae och på ett avstånd av 7 270 ljusår från solen. Den upptäcktes 1 april 1834 av John Herschel, som först trodde att han kanske hade hittat en ny planet, men vid kontroll följande natt upptäckte att den inte hade rört sig.

## Egenskaper
Nebulosans centralstjärna är av spektraltyp WC3 och håller på att utvecklas till en vit dvärg, efter att tidigare ha fördrivet atmosfären som skapade den omgivande nebulosan. Den är nu en GW Virgo-variabel med underskott av väte, som genomgår icke-radiella pulseringar med en amplitud på mindre än 0,3 i magnitud. Stjärnan har en uppskattad temperatur på 165+18
−20 kK med en radie av 5 procent av solens radie och strålar 1 400 gånger solens ljusstyrka.
Den omgivande nebulosan är ganska typisk men visar överskott av kol, vilket tyder på att stamstjärnan inte var massiv men passerade genom tredje muddring. Centralstjärnans kategori har initierat en mycket hög grad av jonisering i nebulosan. Formen på nebulosan verkar något långsträckt, vilket kan tyda på en interaktion med den omgivande interstellära materian. Nebulosans halo kan vara en rekombination av två separata halon, vilket kan tyda på en ovanlig massförlusthistoria.